# Philipp Schaeffer
Philipp Schaeffer (* 16. November 1894 in Königsberg; † 13. Mai 1943 in Berlin-Plötzensee) war ein deutscher Orientalist, Bibliothekar, Sinologe und Widerstandskämpfer der Roten Kapelle.

## Leben
Schaeffer stammte aus einer Offiziersfamilie und wuchs in St. Petersburg auf. Dort begann er 1913 ein Studium der Orientalistik. 1914 wurde er bei Kriegsbeginn zusammen mit seinem Vater in Archangelsk interniert. 1916 heiratete er eine russische Lehrerin, mit der er die Töchter Inka und Toska hatte.
Nach dem Ersten Weltkrieg setzte Schaeffer sein Studium ab 1920 in Heidelberg fort; um das Studium zu finanzieren, arbeitet er zeitweise in einem Steinbruch. 1924 promovierte er mit einer tibetologischen Arbeit über Nagarjunas Yuktisastika, die er auch ins Deutsche übersetzte. Beim Studium in Heidelberg begegnete er Anna Seghers, die eine enge Freundin wurde. Seine Asienforschung setzte er am Heidelberger Institut für Buddhismuskunde fort.
1926 wurde seine Ehe geschieden und er übersiedelte nach Berlin. Er finanzierte sich mit Gelegenheitsarbeiten als Expedient bei der Ufa in Babelsberg.
1927 fand Schaeffer eine Anstellung an der Zentralbibliothek Berlin-Mitte. Er entwickelte diese zu einer der bedeutendsten sozialwissenschaftlichen Bibliotheken in Berlin. 1928 wurde Schaeffer Mitglied der KPD und heiratete die Bildhauerin Ilse Liebig. Der gemeinsame Umzug nach Tiefwerder in Berlin-Spandau führte dort zu regelmäßigen Treffen mit Kommunisten. Er übernahm die Leitung eines philosophischen Schulungszirkels und machte die Bekanntschaft mit der Bibliothekarin Lotte Schleif. 1932 wurde er wegen seiner politischen Aktivitäten entlassen und widmete sich fortan verstärkt der antifaschistischen Arbeit. Schaeffer war unter anderem Redakteur der Roten SA-Standarte, einer kommunistischen Publikation, die sich gegen die SA richtete. 1933/34 folgte ein Umzug nach Berlin-Mitte in die Dorotheenstraße.
1935 wurde er verhaftet und verbrachte fünf Jahre im Zuchthaus Luckau, wo er sich eine Zelle mit Wilhelm Guddorf und zeitweise auch mit Wolfgang Abendroth teilte. Im Gefängnislazarett Moabit kam es 1938 zu einer Begegnung mit Ernst Niekisch.

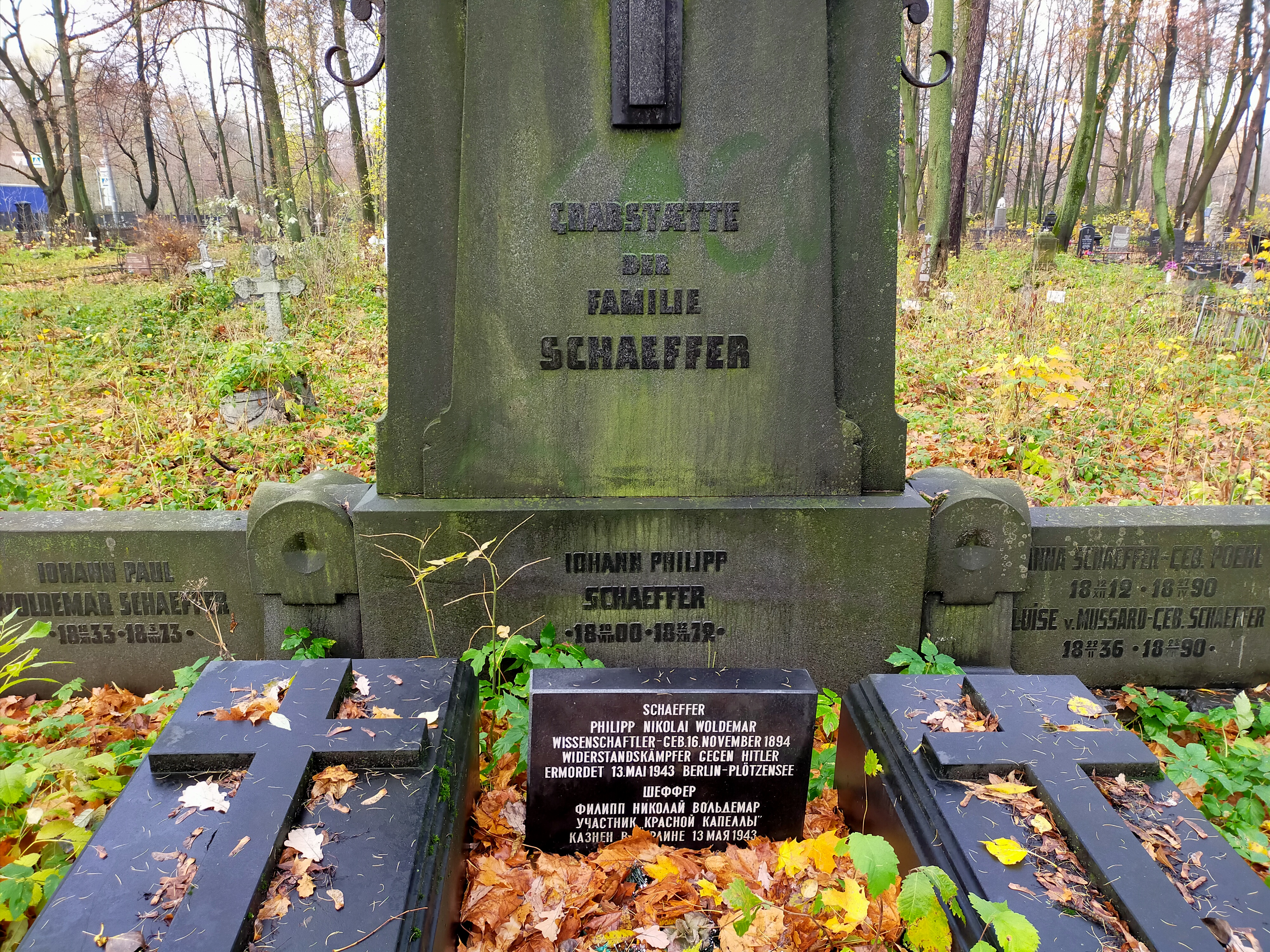
Philipp Nikolai Woldemar Schaeffer (1894–1943), Grabstätte auf dem Wolkowo Friedhof, Sankt Petersburg.

Nach der Entlassung 1940 stand er unter Polizeiaufsicht und arbeitete als Expedient bei der Berliner Frigidaire GmbH. Trotz des Verbotes nahm er wieder aktive Verbindung zum Widerstand auf, insbesondere über Lotte Schleif zu Kurt und Elisabeth Schumacher, Elfriede Paul und dem Kreis um Harro Schulze-Boysen sowie zu seinem Haftgefährten Guddorf.
Ostern 1942 verunglückte er bei dem Versuch, das jüdische Ehepaar Hohenemser vor dem Selbstmord zu retten. Dadurch verbrachte er die letzten Monate vor seiner erneuten Verhaftung am 2. Oktober 1942 im Krankenhaus. Im Februar 1943 wurde er vom Reichskriegsgericht wegen Hochverrats zum Tode verurteilt. Günter Weisenborn, der mit ihm vor Gericht stand, schrieb über ihn: „Einer der tapfersten und ruhigsten Widerstandsmänner, die ich kennengelernt habe, war der Doktor Philipp Schaeffer.“
Schaeffer wurde er am 13. Mai 1943 im Strafgefängnis Berlin-Plötzensee enthauptet.

## Ehrungen

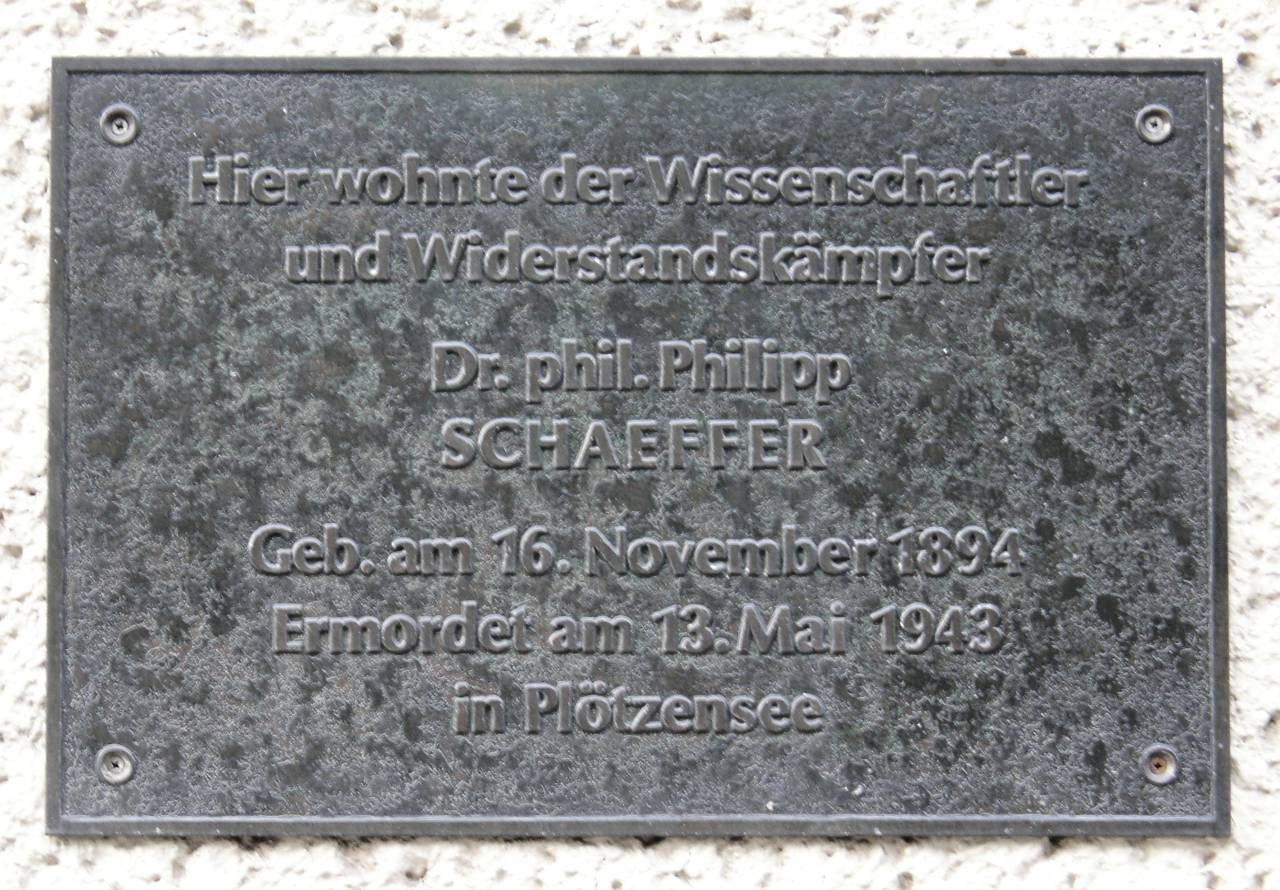
Gedenktafel am Haus Dorotheenstraße 68 in Berlin-Mitte

- Die Bezirkszentralbibliothek von Berlin-Mitte, seine einstige Wirkungsstätte, heißt jetzt Philipp-Schaeffer-Bibliothek.
- Seit 1975 erinnert eine Gedenktafel an seinem ehemaligen Wohnhaus in der Berliner Dorotheenstraße 68 an ihn.